# Stricker-Gruppe
Die Stricker Holding GmbH & Co. KG ist die Konzernobergesellschaft der Stricker-Gruppe, einem Baukonzern mit Hauptsitz in Dortmund. 
Die Unternehmensgruppe befindet sich vollständig im Besitz der beiden Stämme der Familie Stricker.

## Geschichte
Wilhelm Stricker (1874–1927) war Baurat und Amtsbaumeister des Amtes Aplerbeck, heute ein Stadtteil von Dortmund. Im Jahr 1922/23 gründete er gemeinsam mit W. Schornagel Stricker & Co., einer Firma die mit Straßenbaumaterial handelte. Er starb allerdings bereits im Jahr 1927. Seine Familie führte das Unternehmen fort.

## Struktur und Beteiligungen heute
(Stand: 31. Dezember 2022)
Stricker gliedert sich heute in fünf Bereiche:
- Stricker Holding GmbH & Co. KG
- Stricker Beteiligungs-Holding GmbH & Co. KG
- Stricker Grundstücksgesellschaft Giselherstraße GmbH & Co. KG

- Stricker Infrastruktur GmbH & Co. KG (vormals: Gustav Marsch GmbH & Co. KG)
  - Unter Stricker Infrastruktur ist der Straßen- und Tiefbau der Gruppe zusammengefasst
- Stricker Dienstleistungs GmbH
  - Baumaschinentransporte, Betankung von Baumaschinen, Lieferung von Heizöl, Einsatz von Kehrmaschinen u. ä. für Stricker-Gesellschaften, aber auch für andere Firmen und Privatkunden
- Stricker Projektgesellschaft GmbH & Co. KG
  - Projektentwicklung
- Stricker Umwelttechnik GmbH & Co. KG
  - Rückbau, Abbruch, Recycling und Logistiktiefbau insbesondere auf Altstandorten mit Altlasten
- Gebrüder Stricker GmbH & Co. KG
  - Bodenentsorgung und Bodenmanagement, aber auch Aufbereitung und Verbringung von Bahnoberbaustoffen

(alle 100 % – alle Dortmund)

## Assoziierte Unternehmen
(Stand: 31. Dezember 2022)
- Ateku GmbH & Co. KG, Schwerte – 60 %
- Baustofflogistik Ruhrtal GmbH, Dortmund – 50 %
- DBR Dortmunder Baustoffrecycling GmbH, Dortmund – 33,33 %
- Dreigrund Development GmbH & Co. KG, Herne – 33,33 %
- GbE Grundbau Essen GmbH, Essen – 25,1 %
- Hartkalksteinwerk Hemer Stricker und Weiken GmbH & Co. KG, Hemer – 50 % - ca. 5 Mio. Euro Umsatz - 14 Mitarbeiter (Mitgesellschafter: Fritz Weiken ... GmbH & Co. KG, Warstein)
- Heitkamp & Hülscher GmbH & Co. KG, Stadtlohn – 49,99 % – ca. 30 Mio. Euro Umsatz – 100 Mitarbeiter
  - H & W Tiefbau GmbH, Marl – 37,5 %
  - Dreigrund Development GmbH & Co. KG, Herne – 33,33 %
- Heitkamp & Hülscher Projektentwicklungsgesellschaft mbH & Co. KG, Stadtlohn – 40 %
- Stricker Rose Rail GmbH, Dortmund – 49 %

## Schwester-Konzern
Nach der Insolvenz der Heitkamp Bauholding im Jahre 2011 übernahmen die Gesellschafter der Stricker-Gruppe die beiden nicht insolventen Heitkamp-Tochterunternehmen Heitkamp Erd-und Straßenbau GmbH und Heitkamp Umwelttechnik GmbH zum 1. Januar 2012 über eine Zwischenholding. Die beiden Unternehmen bestehen bis heute. Die Gruppe wurde inzwischen durch weitere Unternehmen ergänzt. Der Geschäftsführer ist an der Unternehmensgruppe beteiligt.